# Juravenator
Juravenator là một chi khủng long chân thú thuộc nhánh Coelurosauria có kích thước nhỏ (dài 75 cm) sống cách nay 151-152 triệu năm tại dãy Jura của Đức. Nó được biết đến từ một mẫu vật còn non.